# Lisbon (Ohio)
Pour les articles homonymes, voir Lisbon.
Lisbon est une ville située dans l'État de l'Ohio, aux États-Unis. Elle est le siège du comté de Columbiana.

## Culture populaire
L'album Bon Iver, Bon Iver du groupe américain Bon Iver contient une chanson intitulée « Lisbon, OH ».

## Source
- (en) Cet article est partiellement ou en totalité issu de l’article de Wikipédia en anglais intitulé « Lisbon, Ohio » (voir la liste des auteurs).

1. ↑  (en) « Population and Housing Unit Estimates », sur census.gov (consulté le 21 mai 2020)
2. ↑  (en) « Census of Population and Housing », sur census.gov, United States Census Bureau (consulté le 20 janvier 2014)